# Ерарик
Ерарик (Erarich) је био неколико месеци током 541. године краљ Острогота у Италији. Ерарик уопште није био пореклом Острогот, већ једног другог варварског племена, блиског Остроготима. Ерарик је био Илдибадов наследник на престолу. Ипак, већина остроготског племства није желела да га призна и он је морао да се повуче. Његов наследник био је Тотила.